# Handymax

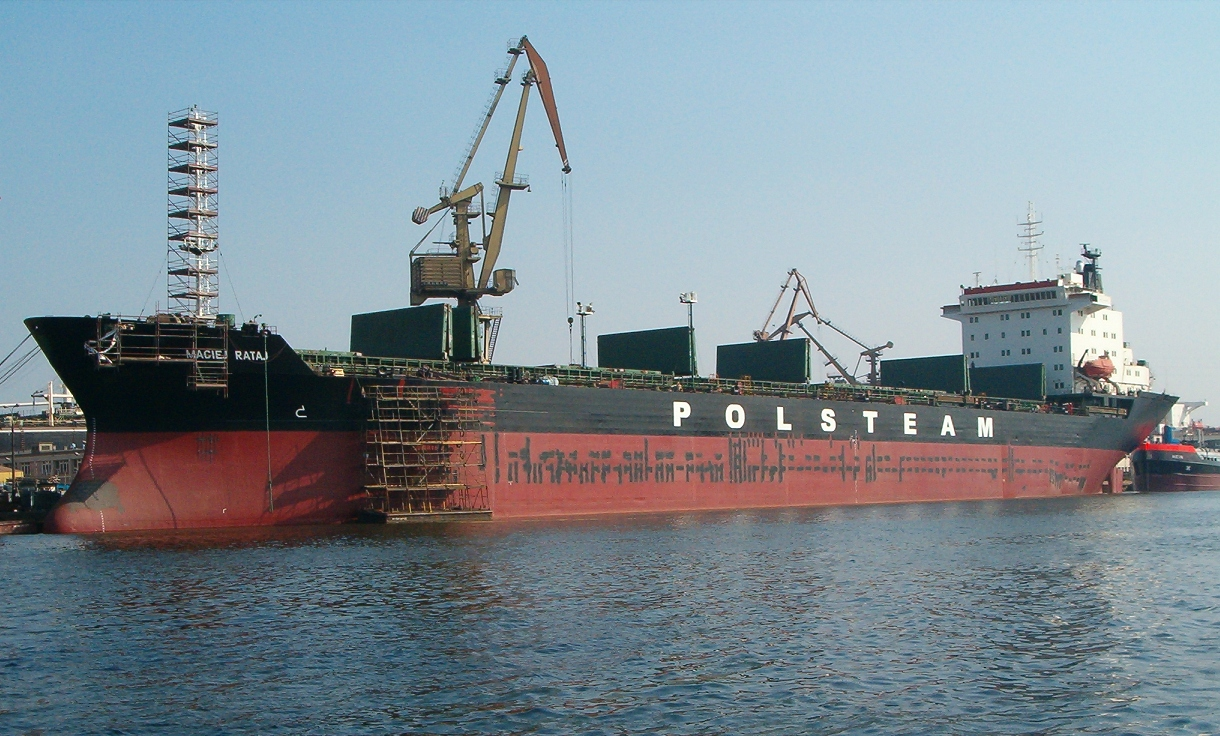
MS Maciej Rataj handymax o nośności 34 000 DWT

Handymax – powiększony statek typu Handysize zachowujący wszystkie jego zalety i równie popularny. Charakteryzuje się nośnością od 30 tysięcy DWT do 50 tysięcy DWT oraz długością pomiędzy 150 a 200 metrów. Wypełnia lukę w wyporności masowców pomiędzy Supramax'ami a Handysize, zaliczany do średniej wielkości statków.